# لي ناش
لي نـاش (بالإنجليزية: Leigh Nash)‏ هي كاتبة غنائية ومغنية وموسيقية أمريكية، ولدت في 27 يونيو 1976 في نيو براونفيلز في الولايات المتحدة.

## وصلات خارجية
- لي نـاش على موقع IMDb (الإنجليزية)
- لي نـاش على موقع ميوزك برينز (الإنجليزية)
- لي نـاش على موقع أول ميوزيك (الإنجليزية)
- لي نـاش على موقع ديسكوغز (الإنجليزية)